# Style (테일러 스위프트의 노래)
〈Style〉은 미국의 싱어송라이터 테일러 스위프트의 노래로, 다섯 번째 정규 앨범 《1989》(2014)에서 세 번째 싱글로 발매되었다. 이 곡은 스위프트가 맥스 마틴, 쉘백, 알리 파야미와 함께 작곡했으며, 이들이 프로듀싱도 맡았다. 팝, 펑크, 디스코, 전자 음악 요소가 혼합된 이 곡은 일렉트릭 기타 리프, 강렬한 신시사이저, 풍부한 보컬 리버브를 기반으로 구성되어 있다. 가사는 결코 벗어날 수 없는 관계 속 커플을 묘사하며, 그들은 "스타일에서 벗어나지 않는다"는 메시지를 담고 있다. 〈Style〉은 빅 머신과 리퍼블릭 레코드의 파트너십을 통해 2015년 2월 10일 미국 라디오에 공개되었다.
미국에서 〈Style〉은 《빌보드》 핫 100 차트에서 6위까지 올랐으며, 《1989》의 세 번째 연속 톱 10 싱글이 되었다. 이 곡은 미국 음반 산업 협회(RIAA)로부터 트리플 플래티넘 인증을 받았다. 싱글은 남아프리카공화국에서 1위를 차지했으며, 오스트레일리아, 캐나다, 뉴질랜드, 영국 등에서도 상위 25위권에 들고 멀티 플래티넘 인증을 받았다. 초기 평론은 대체로 긍정적이었고 프로덕션에 찬사를 보냈으나, 일부에서는 가사를 세련되지 못하다고 평했다. 이후 회고적 평가에서는 〈Style〉을 스위프트의 최고의 곡 중 하나로 간주하고 있다.
뮤직비디오는 카일 뉴먼이 감독했으며, 2015년 2월 13일에 공개되었다. 이 비디오는 스위프트와 도미닉 셔우드가 깨진 거울 조각을 통해 과거 연애를 회상하는 커플로 등장한다. 스위프트는 〈Style〉을 The 1989 World Tour(2015), Reputation Stadium Tour(2018), The Eras Tour(2023–2024)의 셋리스트에 포함시켰다. 2019년 그녀의 과거 음원 소유권 분쟁 이후, 스위프트는 이 곡을 《1989 (Taylor's Version)》에 수록된 〈Style (Taylor's Version)〉으로 재녹음했다.

## 차트
| 차트 (2014–2015)                     | 최고 순위 |
| ------------------------------------ | --------- |
| 오스트레일리아 (ARIA)                | 8         |
| 오스트리아 (Ö3 오스트리아 탑 40)     | 28        |
| 벨기에 (울트라팁 플랑드르)           | 4         |
| 벨기에 (울트라팁 왈로니아)           | 6         |
| Brazil (Billboard Hot 100)           | 98        |
| 캐나다 (캐나디안 핫 100)             | 6         |
| 1                                    |           |
| 1                                    |           |
| 1                                    |           |
| 체코 (IFPI)                          | 11        |
| 유로 디지털 송 (《빌보드》)          | 17        |
| 41                                   |           |
| 프랑스 (SNEP)                        | 85        |
| 독일 (미디어 컨트롤 AG)              | 76        |
| 31                                   |           |
| 헝가리 (싱글 Top 40)                 | 18        |
| Ireland (IRMA)                       | 38        |
| 일본 (재팬 핫 100)                   | 53        |
| Japan Adult Contemporary (Billboard) | 11        |
| Mexico (Billboard Mexican Airplay)   | 40        |
| Mexico Anglo (Monitor Latino)        | 14        |
| 네덜란드 (네덜란드스 탑 40)          | 22        |
| 뉴질랜드 (레코드 뮤직 NZ)            | 11        |
| 폴란드 (폴란드 에어플레이 탑 20)     | 13        |
| Romania (Airplay 100)                | 78        |
| 스코틀랜드 (오피셜 차트 컴퍼니)      | 9         |
| 슬로바키아 (IFPI)                    | 18        |
| Slovenia (SloTop50)                  | 23        |
| 1                                    |           |
| 스페인 (푸로무시카에)                | 47        |
| 영국 싱글 (오피셜 차트 컴퍼니)       | 21        |
| 미국 빌보드 핫 100                   | 6         |
| 미국 어덜트 컨템포러리 (《빌보드》)  | 1         |
| 미국 어덜트 탑 40 (《빌보드》)       | 1         |
| 6                                    |           |
| 미국 핫 댄스 클럽 송 (《빌보드》)    | 44        |
| 미국 팝 송 (《빌보드》)              | 1         |
| 21                                   |           |

| 차트 (2023)                           | 최고 순위 |
| ------------------------------------- | --------- |
| 오스트리아 (Ö3 오스트리아 탑 40)      | 19        |
| 독일 (미디어 컨트롤 AG)               | 25        |
| 빌보드 글로벌 200 (《빌보드》)        | 41        |
| Greece International (IFPI)           | 73        |
| 아일랜드 (IRMA)                       | 23        |
| 이탈리아 (FIMI)                       | 80        |
| Netherlands (Single Tip)              | 9         |
| New Zealand Catalogue Singles (RMNZ)  | 10        |
| Philippines (Billboard)               | 15        |
| 포르투갈 (AFP)                        | 14        |
| Singapore (RIAS)                      | 2         |
| Sweden Heatseeker (Sverigetopplistan) | 8         |
| 스위스 (슈바이처 히트파라데)          | 19        |
| 영국 싱글 (오피셜 차트 컴퍼니)        | 62        |
| Vietnam (Vietnam Hot 100)             | 37        |

| 차트 (2015)                         | 순위 |
| ----------------------------------- | ---- |
| Australia (ARIA)                    | 31   |
| Canada (Canadian Hot 100)           | 26   |
| US Billboard Hot 100                | 29   |
| US Adult Contemporary (Billboard)   | 3    |
| US Adult Top 40 (Billboard)         | 8    |
| US Dance/Mix Show Songs (Billboard) | 35   |
| US Mainstream Top 40 (Billboard)    | 12   |

| 차트 (2016)                       | 순위 |
| --------------------------------- | ---- |
| US Adult Contemporary (Billboard) | 33   |

| 차트 (2023)            | 순위 |
| ---------------------- | ---- |
| Global 200 (Billboard) | 120  |